# Parasabella polarsterni
Parasabella polarsterni är en ringmaskart som först beskrevs av Gambi, Patti, Micaletto och Giangrande 2001.  Parasabella polarsterni ingår i släktet Parasabella och familjen Sabellidae. Inga underarter finns listade i Catalogue of Life.